# Thomas Schwentick
Thomas Schwentick (* 1963) ist ein deutscher Informatiker und Hochschullehrer.

## Leben
Er studierte an der Johannes Gutenberg-Universität Mainz Mathematik und Informatik und wurde dort 1995 promoviert. Für die Arbeit wurde er mit dem Preis der Landesbank Rheinland-Pfalz für die beste Dissertation des Jahres ausgezeichnet. Seine Habilitation erfolgte 1999. 2001 war er Professor für Informatik an der Friedrich-Schiller-Universität Jena und erhielt noch im selben Jahr die Professur für Theoretische Informatik an der Philipps-Universität Marburg, die er bis 2005 bekleidete. Seit 2005 hat er eine Professur für Theoretische Informatik am Lehrstuhl 'Logik in der Informatik' der Technischen Universität Dortmund inne. Schwerpunkte seiner Arbeit sind die Themen Datenbanktheorie sowie Logik und Komplexität.
Seine Arbeiten wurden mehrfach durch die Association for Computing Machinery (ACM) ausgezeichnet.
2013 wurde er zum ordentlichen Mitglied der Academia Europaea gewählt.

## Schriften (Auswahl)
- On winning Ehrenfeucht games and monadic NP. Mainz 1995 OCLC 664733094